# 桑山隆太
桑山 隆太（くわやま りゅうた、2004年1月27日 - ）は、日本の俳優、歌手。ダンスボーカルユニット「WATWING」のメンバー。東京都出身。ホリプロ所属。

## 略歴
2019年、高校1年生の時にホリプロ主催のStar Boys Auditionに参加し、WATWINGのメンバーに選ばれる。

## 人物
- 趣味：ピアノ、ソフトテニス、ギター[1][4]
- 特技：腹筋[4]

## 出演

### 映画
- Single8（2023年3月18日、マジックアワー） - 佐々木 役[5]
- 悪鬼のウイルス（2025年1月24日、イオンエンターテイメント） - 源颯太 役[6]

### テレビドラマ
- ZIP! 朝ドラマ「クレッシェンドで進め」（2022年10月17日 - 12月16日、日本テレビ） - 柳田 役[7]
- MADDER その事件、ワタシが犯人です（2025年4月11日 - 6月13日、関西テレビ・フジテレビ） - 須藤昌也 役[8]

### テレビ番組
- 沼にハマってきいてみた（2023年4月 - 、NHK Eテレ） - 準レギュラー「ぬまメン」

### ウェブ番組
- 今日、好きになりました。〜青い春編〜（2020年4月6日 - 5月4日、ABEMA）
- Hischool研究室（2020年7月21日 - 2021年3月31日、YouTube）

### MV
- 天月「キーストーン」（2021年）- 達哉 役

### CM
- モンスターストライク「怖いよモンスト！『公園』篇」 (2023年8月) - 高校生 役